# Веселе (Житомирський район)
Весе́ле (до 1963 року — Адамівка) — село в Україні, у Пулинській селищній територіальній громаді Житомирського району Житомирської області. Кількість населення становить 124 особи (2001). У 1923—54 роках — адміністративний центр колишньої Адамівської сільської ради.

## Населення
У 1906 році чисельність населення становила 209 осіб, дворів — 16, у 1923 році — 357 мешканців, дворів — 69.
Відповідно до результатів перепису населення СРСР, кількість населення, станом на 12 січня 1989 року, становила 133 особи. Станом на 5 грудня 2001 року, відповідно до перепису населення України, кількість мешканців села становила 124 особи.

### Мова
Розподіл населення за рідною мовою за даними перепису 2001 року:
| Мова       | Кількість | Відсоток |
| ---------- | --------- | -------- |
| українська | 101       | 81.45%   |
| російська  | 23        | 18.55%   |
| Усього     | 124       | 100%     |

## Історія
Ймовірно, раніше село називалося Адамовичі. У 1650 році належало Зофії (Серафині) Ярмолинській, імовірно доньці князя Якима Корецького та Анни Ходкевич.
Наприкінці 19 століття — село Пулинської волості Житомирського повіту, за 34 версти від Житомира. Входило до православної парафії у Пулинах, за 6 верст. Були водяний млин, броварня.
У 1906 році — сільце Пулинської волості Житомирського повіту Волинської губернії. Відстань до губернського та повітового центру, м. Житомир, становила 40 верст, від волосного центру, містечка Пулини — 6 верст. Найближче поштово-телеграфне відділення розміщувалося на станції Рудня.
У 1923 році включене до складу новоствореної Адамівської сільської ради, яка, 7 березня 1923 року, увійшла до складу новоутвореного Пулинського (згодом — Червоноармійський) району Житомирської (згодом — Волинська) округи; адміністративний центр ради. Розміщувалося за 6 верст від районного центру, міст. Пулини.
Під час посилення репресій проти українського народу в 1920—1940 роках каральними органами НКВС безпідставно було заарештовано та позбавлено волі на різні терміни 26 мешканців села, з яких 12 чол. розстріляно. Нині всі постраждалі від тоталітарного режиму реабілітовані.
11 серпня 1954 року, відповідно до указу Президії Верховної ради Української РСР «Про укрупнення сільських рад по Житомирській області», Адамівську сільську раду ліквідовано, село включене до складу Цвітянської сільської ради Червоноармійського району Житомирської області. 5 березня 1959 року, внаслідок об'єднання сільських рад, село підпорядковане Курненській сільській раді Червоноармійського району. 30 грудня 1962 року, в складі сільської ради, передане до Новоград-Волинського району Житомирської області. 8 квітня 1963 року, відповідно до рішення Житомирського облвиконкому № 158 «Про перейменування деяких сільських рад і населених пунктів в районах області», село перейменоване з Адамівка на Веселе. 4 січня 1965 року, разом із сільською радою, включене до складу Житомирського району, 8 грудня 1966 року — Червоноармійського району. 12 серпня 1974 року, відповідно до рішення Житомирського ОВК № 342 «Про зміни в адміністративно-територіальному поділі окремих районів області в зв'язку з укрупненням колгоспів», село передане до складу Червоноармійської (згодом — Пулинська) селищної ради Червоноармійського (згодом — Пулинський) району.
8 червня 2017 року увійшло до складу новоствореної Пулинської селищної територіальної громади Пулинського району Житомирської області. Від 19 липня 2020 року, разом з громадою, в складі новоутвореного Житомирського району Житомирської області.